# Фонд Екотопија
Екотопија је непрофитна организација у Србији која се бави очувањем животне средине кроз развијање свести о глобалним и локалним последицама загађивања Земље и указивањем неопходности личног ангажовања како би се те последице предупредиле или смањиле. Циљеви ове организације су:
- добровољна контрола и смањење различитих врста загађења и очување природне средине
- доношење и унапређење еколошког законодавства и локалних прописа
- увођење технологија алтернативне енергије и ефикаснију употребу постојећих енергетских ресурса[1].

Организација се финансира из страног Rockefellers brothers фонда, а донатори су и: Лили, Теленор, Дилојт, Ерсте банка и НИС.

## Кампање
Своју прву кампању, под називом „Ја чувам Србију, а ти?“, Екотопија је започела 1. фебруара 2009. године. Кампања се спроводи кроз десет телевизијских спотова, који ће грађанима понудити савет како да уз минимум труда допринесу смањењу загађења. Неке од тема спотова су смањење потрошње топле воде, рециклажа и мања употреба пластичних кеса. У кампањи учествују глумци Зоран Цвијановић, Ана Софреновић, Гордан Кичић, музичари Ана Станић и Звонимир Ђукић, као и друге познате личности. Разлог ангажовања јавних личности је да се кроз њихов пример као истакнутих појединаца, грађани охрабре да поступају на исти начин. Кампању су подржали Кабинет потпредседника Владе за европске интеграције, Група за одрживи развој, Министарство животне средине и просторног планирања, невладина организација „Смарт колектив“, као и поменута америчка невладина организација „Фонд Браће Рокфелер“. Акцију су подржали и неки часописи, попут „Моби“-ја, који ће се чак штампати на рециклираном папиру.
Једна од активности ове организације је и пошумљавање Таре кроз куповину посебних тапија које је штампао Завод за израду новчаница Србије. На овај начин би се обновило 10 хектара шуме јеле, смрче и бора које је уништио вртложни ветар 1996.